# Visual Art’s
K.K. VisualArt’s (jap. 株式会社ビジュアルアーツ, Kabushiki-gaisha Bijuaru Ātsu) ist ein im Jahr 1991 gegründeter japanischer Publisher, der sich auf die Veröffentlichung von Ren’ai-Adventures einer großen Anzahl von Spieleentwicklern spezialisiert hat. Die meisten dieser Spiele richten sich an Männer.

## Geschäftsbereiche

### Spieleentwicklung
Das Unternehmen unterstützt die Spieleentwickler durch selbst erstellte Spiel-Engines, die das Grundgerüst der Spiele darstellen. Bekannte Engines davon sind die ältere AVG32-Engine, RealLive-Engine und seit 2010 SiglusEngine. Zusätzlich übernimmt das Unternehmen auch den Verkauf und die Verteilung dieser Spiele, wobei es anteilig am Gewinn beteiligt ist.

#### Kinetic Novel
Der Begriff Kinetic Novel (キネティックノベル, Kinetikku Noberu) wurde von VisualArt’s eingeführt, um ein Adventure zu beschreiben, das dem Spieler keinerlei Möglichkeit gibt, den Spielverlauf zu beeinflussen und damit den Gedanken eines „digitalen Romans“, der hinter vielen japanischen Adventures steht, weiter fortführt. Das erste Spiel dieser Reihe war Keys Planetarian – Chiisana Hoshi no Yume (planetarian ～ちいさなほしのゆめ～).

#### Partnermarken
Zu den bekannten Marken, die für VisualArt’s arbeiten, gehören unter anderen Key und Ram. Die Entwickler von Key wurden unter anderem durch Kanon, Air und Clannad bekannt.
| - 13 cm, 13cc, 130 cm, Aypio (アーヴォリオ, Āvorio) - Amedeo - A.S.S. - b works - Bonbee! - Catwalk, Catwalk Nero - Concept - Dress - E.G.O. (イージーオー, Ī Jī Ō) - Frill - G-clef - Hadashi Shōjo (裸足少女) - Ham Ham Soft (はむはむソフト) - Image Craft (イメージクラフト), Oz Project, Buchizō (ぷち蔵) - Iris - Issue - Key - Kur-Mar-Ter - Lapis lazuli - LimeLight - Mana - Moe. (萌。) - Nanasenchi (ななせんち) - Ningen Yūgisha ★ (人形遊戯舎 ★) - Norito (のると) - Ocelot - OPTiM - Pekoe - Radi - Riffraff - Rio - Saga Planets - Sirius - Spray - Studio Mebius, Studio Ring - tone work’s - Zero - Zion | - Akiko★ - Akumi (悪美) - Anfini (アンフィニ) - Craftwork - Culotte (きゅろっと) - D-XX - Flady - Giant Panda (大熊猫, Jaianto Panda) - Harvest (ハーベスト, Hābesuto) - Hayashi-gumi (林組) - Hervest - Jidaiya★ (時代屋★) - Kamen Shōkai (仮面商会) - Mambō Soft (まんぼうソフト) - Miss Chifu (ミスチフ, Misu Chifu) - Miyabi (雅) - Otherwise - Pass Guard - Playm - Ram - Realdeal - Rekkusu (レックス) - Rex - Tamachudō (たまちゅ堂) - Words |

### Musik
Neben Spielen vertreibt VisualArt’s auch Musik-CDs mit Soundtracks oder Singles zu den Spielen. Zu den unter Vertrag stehenden Musikern gehört auch das Plattenlabel I’ve Sound, welche im Oktober 2005 als erste Gruppe von Musikproduzenten eines Erogēs im Nippon Budōkan auftraten. Die Labels der Gesellschaft sind folgende:
- Blasterhead
- Cure Records
- fripSide
- I’ve
- Key Sounds Label
- KuroCo
- Otsu (historisch)
- Queens Label
- Voix

### Portierung von Spielen
Viele Spiele, die einst für den PC entwickelt wurden, werden von Prototype auf Spielkonsolen wie PlayStation 2 oder PlayStation Portable portiert. Bei Portierungen von Spielen auf Mobiltelefone ist der Entwickler unter dem Namen VisualArt’s Motto (ビジュアルアーツ★Motto) bekannt.

### Online-Magazin
Am 26. Oktober 2007 nahm das Online-Magazin Visualstyle seinen Betrieb auf, das im monatlichen Abstand in Form einer Flash-Anwendung herausgegeben wird.